# 飛狐外傳 (1993年電影)
《飛狐外傳》，是一部1993年上映的香港電影，改編自金庸同名武俠小說飛狐外傳。本片由潘文傑執導，黎明、李嘉欣、張敏主演，嘉禾公司出品。

## 劇情簡介
電影內容是改編自1960年金庸所寫的同名武俠小說，故事講述胡斐自幼父母雙亡，跟隨家僕平四隱居於磚窯場。胡斐練成胡家刀譜，武功高強，假裝成平民百姓，以免遭到伏擊。有一天，胡斐在送貨途中，為了保護對他有一飯之恩的鐘四一家，與鳳天南等人結怨，後來更發現鳳天南與福康安大帥勾結，於是展開了一場武林廝殺。

## 人物角色
| 角色名稱 | 演員   | 備註         |
| -------- | ------ | ------------ |
| 胡斐     | 黎明   | 胡一刀之子   |
| 程靈素   | 李嘉欣 | 毒手藥王弟子 |
| 袁紫衣   | 張敏   |              |
| 鳳天南   | 徐錦江 |              |

## 其他製作人員
- 助理指導：袁信義、譚鎮渡
- 武術指導：袁祥仁、馬玉成
- 美術：何劍聲
- 策劃：樂易玲

## 外部連結
- 開眼電影網上《飛狐外傳》的資料（繁體中文）
- 香港影庫上《飛狐外傳》的資料（繁體中文）
- 豆瓣电影上《飛狐外傳》的資料 （简体中文）
- 时光网上《飛狐外傳》的資料（简体中文）
- AllMovie上《飛狐外傳》的资料（英文）
- 互联网电影数据库（IMDb）上《飛狐外傳》的资料（英文）